# Фесенко Вадим Олексійович
Фесенко Вадим Олексійович (2 жовтня 1881 — після 1958) — історик, краєзнавець, архівіст, педагог.

## Життєпис
Народився в сім'ї дрібного дворянина. Закінчив 1906 р. історико-філологічний факультет Харківського університету. Знав іноземні мови — німецьку, латинську, італійську, грецьку та французьку.
До 1920 р. вчителював у харківських школах, протягом 1920—1921 рр. працював у Головархіві на посаді інспектора-інструктора, потім у школі ФЗН Луганського заводу ім. Жовтневої революції, викладав суспільствознавство. Був одним з перших організаторів профспілок на Харківщині, членом наукового товариства при Донецькому ІНО, секції охорони пам'ятників культури та Правління Луганської центральної книгозбірні.
У 1928—1929 рр. працював у Луганському окружному архівному управлінні на посадах вченого архівіста та завідувача. В кінці 1929 р. перейшов на викладацьку роботу.
Надавав великого значення розробці теоретичних та методичних питань архівної справи, використанню документів. З 1926 р. почав друкувати у луганському журналі «Радянська школа» та «Записках 1-го відділу Української Академії Наук» наукові статті з історії Луганського ливарного заводу та його архіву. За завданням окрарха ним було написано статтю «Про значення архівів», яка стала методичним посібником формування архівів підприємств.

## Праці
- З історії міста Луганська. (По матеріалах Луганського окружного історичного держархіву) // Радянська школа. — 1926. — X., 1927. — Вип. ІІ, ІІІ
- Художнє литво на старому Луганському заводі // Там само. — 1928. — Вип. VI
- До постанови архівної справи на Луганщині // Під прапором культурної революції. — Луганськ, 1928
- Значення старого Луганського заводу в культурно-економічному минулому південно- східної України // Радянська школа. — 1928. — Вип. ІХ, Х
- Питання про судноплавність Північного Дінця за доби Гаскойна // Там само. — 1929. — Вип. ХІ, ХІІ
- 130 років Луганського ливарного заводу (До ювілею першої домни на Україні) / Будинок науки та техніки. — Луганськ, 1930
- Перша домна Луганського ливарного заводу (Наукове товариство на Донеччині). — Вип. ІІ. — Луганськ, 1930
- Архів Луганського ливарного заводу (1795—1887) // ЗІФВ ВУАН. — Кн. XX. — 1930
- Печатки металургійної промисловості на Україні / Праця комісії соціально-економічної історії України при ВУАН. — Т. 1. — К., 1932 (Під ред. акад. Д. Багалія)
- Луганський ливарний завод, 1795—1887 рр. / Дис. на здоб. наук. ст. канд. іст. наук. — Ленінград. держ. ун-ет, 1958 р.